# Edmund Eisele
Edmund Eisele (Buchenberg, 1954) è un ex sciatore alpino tedesco che gareggiò per la nazionale tedesca occidentale.

## Biografia
Specialista della discesa libera, Eisele vinse il titolo nazionale tedesco nel 1973; non debuttò in Coppa del Mondo e non prese parte a rassegne olimpiche o iridate.

## Palmarès

### Campionati tedeschi
- 1 oro (discesa libera nel 1973)[1]